# China-Regionalflotte (Japanisches Kaiserreich)
Die China-Regionalflotte (japanisch 支那方面艦隊 Shina Hōmen Kantai) des Japanischen Kaiserreichs war eine Flotte der Kaiserlich Japanischen Marine. Sie wurde am 20. Oktober 1937 während der Schlacht um Shanghai im Zweiten Japanisch-Chinesischen Krieg aufgestellt. Sie unterstand direkt dem kaiserlichen Hauptquartier und hatte die gleiche Organisationsebene wie die Kombinierte Flotte.
Vorgängerflotten waren die Südliche Qing-Flotte (南清艦隊, Nanshin Kantai), die Chinesische Expeditionsflotte (遣支艦隊, Kenshi Kantai) und die 1. und 2. Expeditionsflotte (第一/第二遣外艦隊, Daiichi/Daini Kengai Kantai).

## Zweiter Japanisch-Chinesischer Krieg

### Aufstellung während der Umorganisation der 3. und 4. Flotte
Schon im Februar 1932 wurde die 3. Flotte nach dem Beginn der Schlacht um Shanghai neu aufgestellt. Als sich der Krieg im Juli 1937 mit dem Zwischenfall an der Marco-Polo-Brücke ausweitete, wurde die 4. Flotte am 20. Oktober 1937 neu gebildet um die Armee an der Nordküste Chinas zu unterstützen. Am selben Tag kamen beide Flotten unter den Oberbefehl der jetzt neu gegründeten China-Regionalflotte.
|              | 3. Flotte                                                                                     | 4. Flotte |
| ------------ | --------------------------------------------------------------------------------------------- | --- |
| Befehlshaber | Konteradmiral Kiyoshi Hasegawa                                                                | Vizeadmiral Toyoda Soemu |
| Einheiten    | 3. Trägergeschwader, 10. Kreuzergeschwader, 11. Kanonenbootgeschwader, 4. Zerstörergeschwader | 9. Flotte, 4. Trägergeschwader, 5. Zerstörergeschwader, 15. Zerstörergeschwader, 23. Zerstörergeschwader, 3. U-Boot-Geschwader, 9. U-Boot-Geschwader, 13. U-Boot-Geschwader |

Im Februar 1938 wurde die 5. Flottenumgruppierung für Operationen im südchinesischen Raum durchgeführt und im November 1939 wurde die China-Regionalflotte komplett neu strukturiert. Dies vor allem für die Operationen in Französisch-Indochina; zur Blockierung der dortigen Küsten und zur Deckung der Operationen zum Angriff auf das Hinterland.

### Umgruppierung am 15. November 1939
|              | 1. Chinesische-Expeditionsflotte (ehemals 3. Flotte) | 2. Chinesische-Expeditionsflotte (ehemals 5. Flotte) | 3. Chinesische-Expeditionsflotte (ehemals 4. Flotte) |
| ------------ | ---------------------------------------------------- | ---------------------------------------------------- | ---------------------------------------------------- |
| Befehlshaber | Konteradmiral Tanimoto Matarō                        | Vizeadmiral Takasu Shirō                             | ---                                                  |

## Pazifikkrieg
Laut der Zentralvereinbarung der Kaiserlichen Marine vom 5. November 1941 für die sogenannte Südoperation war die China-Regionalflotte zunächst für den Einsatz zur Eroberung von Hongkong vorgesehen. Später auszuführende Einsätze galten der Sicherung von Formosa, sowie den Operationen in Französisch-Indochina, Thailand, der Malaiischen Halbinsel und Operationen im Indischen Ozean.

### Aufstellung zu Beginn des Pazifikkriegs
| | Einheiten                                             |
| --- | ----------------------------------------------------- |
| Schwerer Kreuzer | Izumo (Flaggschiff)                                   |
| Torpedoboot | Hiyodori                                              |
| Minensucher | Dai-28-Gō Sōkaitei                                    |
| Cargo-Transporter | Banshu Maru #21, Minowa Maru, Tenran Maru, Zuiho Maru |
| Tanker | Juko Maru, Moji Maru, Koryu Maru                      |
| Luftgruppe Shanghai mit acht B5M Torpedobombern |                                                       |
| Shanghai Spezialbasiseinheit unter dem Kommando von Konteradmiral Kakusaburo Makita |                                                       |
| Zerstörer | Hasu, Kuri, Tsuga                                     |
| Shanghai-Speziallandungseinheit mit sechs Kanonenbooten |                                                       |
| 1. Chinesische Expeditionsflotte unter dem Kommando von Prinz Komatsu Teruhisa |                                                       |
| Hankow-Speziallandungseinheit mit elf Kanonenbooten |                                                       |
| Yangtze-Schwadron mit zwei Speziallandungseinheiten |                                                       |
| 2. Chinesische Expeditionsflotte unter dem Kommando von Vizeadmiral Masaichi Niimi |                                                       |
| Kanonenboot | Kari, Kiji und neun auf Flüssen                       |
| 2. Luftgruppe mit vier Kawanishi E7K2 Aufklärungsflugzeugen |                                                       |
| 15. Gemischte Schwadron |                                                       |
| Leichter Kreuzer | Isuzu                                                 |
| Kanonenboot | Hashidate                                             |
| Torpedoboot | Kamo, Kasasagi                                        |
| Kanton-Speziallandungseinheit mit fünf Kanonenbooten und zwei Minensuchern |                                                       |
| Amoy-Speziallandungseinheit mit zwei Kanonenbooten |                                                       |
| 3. Chinesische Expeditionsflotte unter dem Kommando von Vizeadmiral Shiro Kawase |                                                       |
| 3. Luftgruppe mit vier Kawanishi E7K2 Aufklärungsflugzeugen |                                                       |
| Leichter Kreuzer | Iwate                                                 |
| Patrouillenboot | Renun Ko, Sekikyusho                                  |
| Hainan Marinedistrikt mit 1. Maizuru-Speziallandungseinheit, 4. Yokosuka-Speziallandungseinheit, 8. Sasebo-Speziallandungseinheit, sowie die Luftgruppe Hainan mit vier B5M Torpedobombern und eine Torpedoboot-Division |                                                       |
| Tsingtao Luftgruppe mit vier Kawanishi E7K2 Aufklärungsflugzeugen |                                                       |

#### Hongkong-Blockade

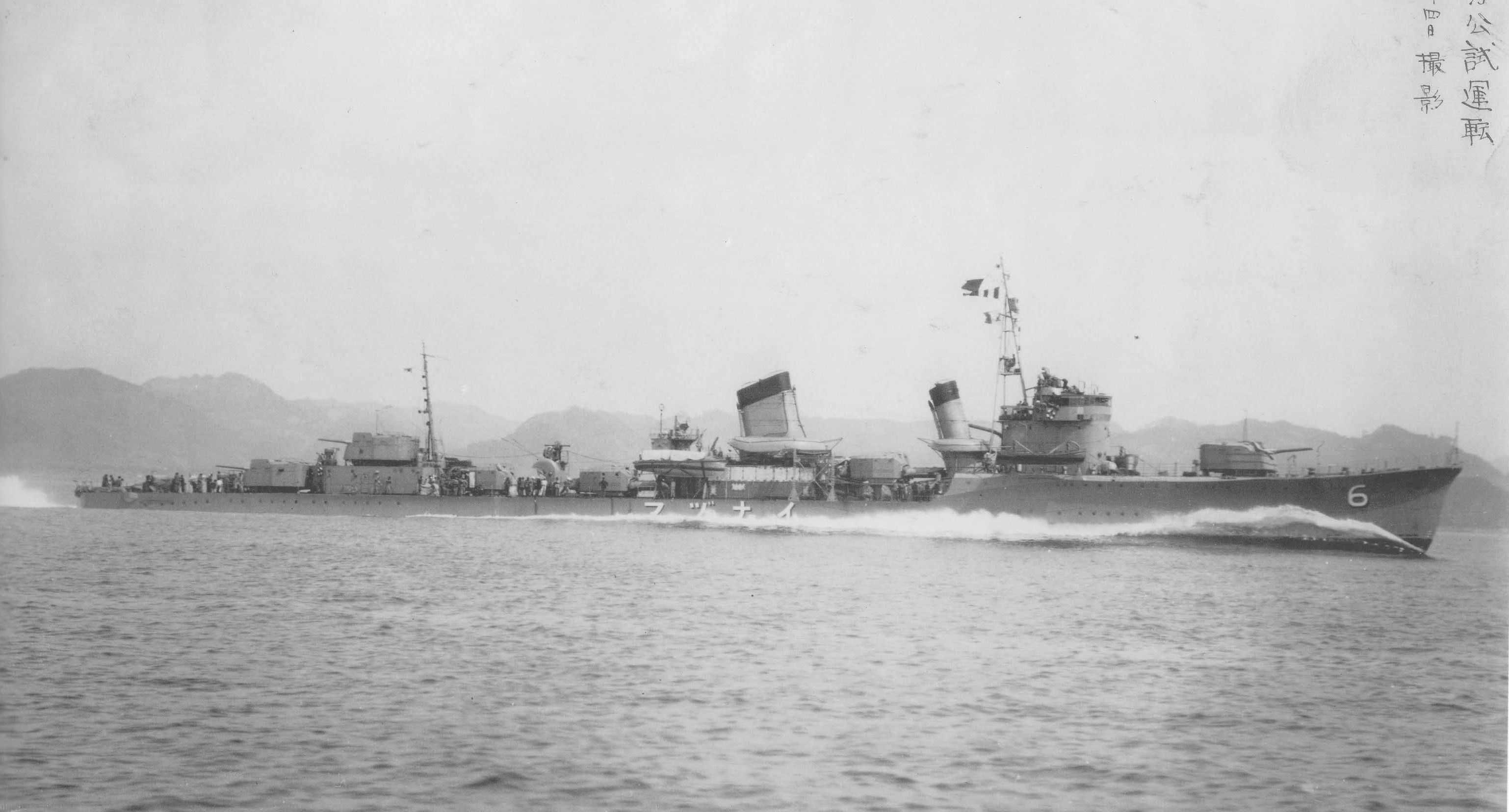
Der Zerstörer Inazuma

Als am 8. Dezember 1941 der Befehl für die 23. Armee zum Angriff auf Hongkong gegeben wurde, standen für die Seeblockade Einheiten der 2. Chinesischen-Expeditionsflotte in Kanton unter dem Befehl von Vizeadmiral Masaichi Niimi zur Verfügung. Die Blockade führten die Zerstörer Ikazuchi und Inazuma und die Torpedoboote Hiyodori, Kari, Kasasagi und Kiji aus.
Nach der Einnahme Hongkongs kam es zu einer weiteren Umstrukturierung der Streitkräfte um Truppen, Schiffe und Flugzeuge auf die Hauptschlachtfelder im Pazifik zu verteilen. Schiffe unter dem bisherigen Kommando der China-Regionalflotte wurden unter das Kommando der 2. und 3. Südlichen Expeditionsflotte gestellt, sowie in die Kombinierte Flotte eingegliedert.

### Neuaufstellung nach der Schlacht um Midway
|              | 1. Chinesische Expeditionsflotte | 1. Chinesische Expeditionsflotte                                      | 2. Chinesische Expeditionsflotte |
| ------------ | -------------------------------- | --------------------------------------------------------------------- | --- |
| Befehlshaber | Konteradmiral Kakusaburo Makita  | Konteradmiral Kakusaburo Makita                                       | Konteradmiral Kiyoshi Hara |
| Einheiten    | Schwerer Kreuzer                 |                                                                       | Izumo |
| Einheiten    | Kanonenboot                      | Ataka, Atami, Fushimi, Futami, Hira, Hozu, Kashida, Seta, Sumita, Uji | Tatara, Hakusa, Vier weitere Boote |
| Einheiten    | Hospitalschiff                   |                                                                       | Muro Maru |
| Einheiten    | Zugehörig                        | Hankou-Wachflotte, Jiujiang-Wachflotte                                | Sonderabteilung Hongkong, Xiamen-Wachflotte, Hainan-Gardekorps, Shanghai-Basiskorps, Qingdao-Einsatzeinheit (vorm. 3. Chinesische Expeditionsflotte) |

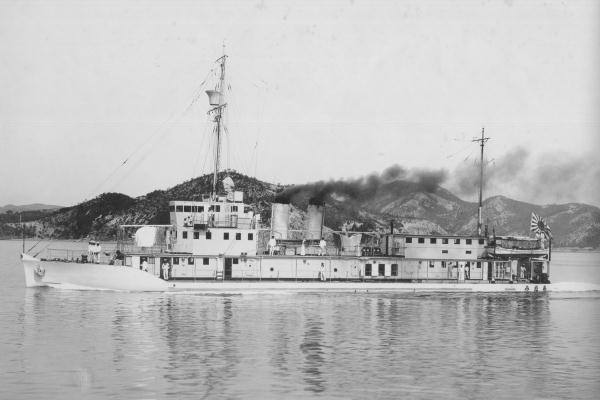
Das Kanonenboot Atami auf dem Jangtsekiang

Bis 1944 wurden immer wieder Schiffe auf die Flotten umgeleitet, die in Kämpfen mit den alliierten Einheiten standen. Mit reduzierten Kraft kooperierte die China-Regionalflotte bei der Operation Ichi-gō in China und bereitete sich auf den Vormarsch des US-Militärs vor um den eigenen Seeverkehr zu schützen.

### Aufstellung vor der Schlacht in der Philippinensee
|              | 2. Chinesische Expeditionsflotte | 2. Chinesische Expeditionsflotte                 | Hainan-Garnison                                                        | Shanghai Garnison        | Yangtze-Sondereinheit (vorm. 3. Chinesische Expeditionsflotte)                  | Qingdao-Bodentruppen      |
| ------------ | -------------------------------- | ------------------------------------------------ | ---------------------------------------------------------------------- | ------------------------ | ------------------------------------------------------------------------------- | ------------------------- |
| Befehlshaber | Konteradmiral Daisuke Soejima    | Konteradmiral Daisuke Soejima                    | Konteradmiral Matsuki Masaki                                           | ---                      | ---                                                                             | ---                       |
| Einheiten    | Kanonenboot                      | Saga, Hashidate, Maiko, Hatsuga                  |                                                                        | Toba, Ataka, Uji, Okitsu | Suma, Tatara, Seta, Katsuta, Hozu, Atami, Futami, Fushimi, Sumita, Hira, Narumi | Shuri Maru                |
| Einheiten    | Zugehörig                        | Sonderabteilung Hongkong, Sonderabteilung Xiamen | 254. Marineluftgeschwader, 5. Speziallandungeinheit, 15. und 16. Garde |                          | Jiujiang-Garnison                                                               | 256. Marineluftgeschwader |

### Reorganisation am 1. April 1945
|              | 2. Chinesische Expeditionsflotte |
| ------------ | --- |
| Befehlshaber | Vizeadmiral Fujita Ruitaro |
| Einheiten    | - Zwei Zerstörer, - Fünf Kanonenboote. - Ein Minensucher. - Ein Minenleger. - 14 kleinere Kriegsschiffe. - Zwei Transportschiffe. - 20 Transportboote. - Zwei Begleitboote |
| Zugehörig    | - 21. Kanonenboot mit Toba, Ataka, - 23. Kanonenboot mit Uji, Okitsu, - Sonderabteilung Hongkong, - Sonderabteilung Xiamen, - Hainan Garnison, - Jiujiang-Garnison, - Qingdao-Einsatzeinheit, - Marinedistrikt Yokosuka, - Marinedistrikt Sasebo mit 8. Speziallandgeschwader, - 15. Garnison, - 16. Garnison - Shanghai-Speziallandungseinheit |

### Aufstellung zu Kriegsende
Am 9. September 1945 fand in der Stadt Nanjing eine Kapitulationszeremonie statt. General Okamura Yasuji, Oberbefehlshaber der China-Expeditionsarmee, unterzeichnete das Kapitulationsdokument. Am 10. September wurde das Kommando der China-Regionalflotte in Japanisches Marine General Liaison Department für den Chinesischen Kampfraum umbenannt. Am 4. Juli 1946 wurde es aufgelöst, nachdem alle Aktivitäten abgewickelt waren.

## Führung

### Oberbefehlshaber
| Nr. | Dienstgrad und Name           | Bild | Amtszeit            | Amtszeit          |
| Nr. | Dienstgrad und Name           | Bild | Beginn der Amtszeit | Ende der Amtszeit |
| --- | ----------------------------- | ---- | ------------------- | ----------------- |
| 1.  | Vizeadmiral Hasegawa Kiyoshi  |      | 20. Oktober 1937    | 25. April 1938    |
| 2.  | Vizeadmiral Oikawa Koshirō    |      | 25. April 1938      | 1. Mai 1940       |
| 3.  | Vizeadmiral Shimada Shigetarō |      | 1. Mai 1940         | 1. September 1941 |
| 4.  | Vizeadmiral Koga Mineichi     |      | 1. September 1941   | 10. November 1943 |
| 5.  | Admiral Yoshida Zengo         |      | 10. November 1942   | 1. Dezember 1943  |
| 6.  | Admiral Kondō Nobutake        |      | 1. Dezember 1943    | 15. Mai 1945      |
| 7.  | Vizeadmiral Fukuda Ryōzō      |      | 15. Mai 1945        | 30. November 1945 |